# Les vacances del capità
"Les vacances del capità" (títol original en anglès "Captain's Holiday") és el dinovè episodi de la tercera temporada de la sèrie de televisió de ciència-ficció estatunidenca Star Trek: La nova generació, i el 67è de tota la sèrie, que es va emetre originalment el 2 d'abril de 1990, en redifusió als Estats Units. Fou dirigit per Chip Chalmers i el guió fou escrit per Ira Steven Behr.
Ambientada al segle XXIV, la sèrie segueix les aventures de la tripulació de la nau de la Flota Estel·lar de la Federació Enterprise-D sota el comandament del capità Jean-Luc Picard. En aquest episodi, el capità Jean-Luc Picard (Patrick Stewart) és convidat a agafar-se unes vacances a la costa al planeta turístic de Risa, on es veu arrossegat a una aventura arqueològica amb una dona d'ètica dubtosa (Vash, interpretada per Jennifer Hetrick) i perseguit per un nefast ferengi (Max Grodénchik).

## Argument
Fortament pressionat per la tripulació de l'Enterprise, rl vapità Picard accepta de mala gana prendre's unes vacances a Risa, un planeta de plaer. Poc després d'arribar, és besat per una dona que mai no ha conegut, en el seu intent de defensar-se d'un ferengi anomenat Sovak. Sovak acusa Picard de conspirar amb la dona, Vash, que té en el seu poder un disc de dades que ell vol. Picard no té cap interès en la baralla i torna a la seva habitació per descobrir dos "Vorgons" que s'identifiquen com a agents policials que viatgen en el temps del segle XXVII, a la recerca d'una poderosa arma anomenada Tox U, capaç d'aturar les reaccions de fusió d'una estrella. El científic del segle XXVII que el va inventar va viatjar en el temps per amagar-lo. Segons els seus registres històrics, Picard localitzarà aquest objecte a Risa.
Picard s'enfronta a Vash sobre el Tox Uthat. Ella diu ser l'antiga ajudant d'un arqueòleg que va descobrir la ubicació de l'Uthat, li va donar el disc perquè la guardés i va morir. Picard i Vash utilitzen la informació del disc per determinar l'amagatall de l'Uthat.
Quan arriben al lloc on està enterrat l'Uthat, apareixen els Vorgons perquè puguin presenciar el descobriment de l'Uthat. Aleshores, Sovak arriba amb un rifle faser i fa que Picard i Vash excavin el lloc a punta de pistola durant hores. Tanmateix, l'Uthat no hi és. Els Vorgon marxen, confosos perquè això no coincideix amb el seu registre històric. Sovak, en la seva obsessió, es nega a creure que l'Uthat no hi és, llença el rifle i comença a cavar mentre en Vash i en Picard tornen al complex.
Després de la seva arribada, l' Enterprise torna a recollir Picard. Atrapa a la Vash intentant fugir del complex i suposa que ella va arribar dies abans, va localitzar l'Uthat i va idear una estratagema per enganyar a Sovak perquè cregués que l'Uthat s'havia perdut. Ella revela l'Uthat ocult i els Vorgons reapareixen, exigint-lo. Quan en Vash suggereix que els Vorgons poden tenir motius ocults, Picard fa que l' "Enterprise" utilitzi el transportador per destruir-lo. Els Vorgons decebuts revelen que Picard ha actuat tal com diuen els seus registres destruint l'Uthat, admeten la derrota i marxen. Vash i Picard tenen un darrer intercanvi íntim abans de dir-se adéu.

## Repartiment i doblatge al català
La sèrie va ser doblada al català pels estudis Tramontana (primera part) i Soundtrack (segona part) i emesa a TV3 l’any 1991. Els dobladors de l'episodi foren:
| Personatge      | Actor/actriu     | Veu en català    |
| --------------- | ---------------- | ---------------- |
| Jean-Luc Picard | Patrick Stewart  | Joan Crosas      |
| William Riker   | Jonathan Frakes  | Antoni Forteza   |
| Data            | Brent Spinner    | Joaquim Sota     |
| Geordi La Forge | LeVar Burton     | Aleix Estadella  |
| Worf            | Michael Dorn     | Enric Arquimbau  |
| Beverly Crusher | Gates McFadden   | Aurora Garcia    |
| Deanna Troi     | Marina Sirtis    | Victòria Pagès   |
| Wesley Crusher  | Will Wheaton     | Roger Pera       |
| Ajur            | Karen Landry     | ?                |
| Vash            | Jennifer Hetrick | Sílvia Vilarrasa |
| Sovak           | Max Grodénchik   | Gai Soler        |
| Boratus         | Michael Champion | Ignasi Abadal    |

## Llançaments
L'episodi es va publicar amb la caixa del DVD de la tercera temporada de Star Trek: La nova generació, llançat als Estats Units el 2 de juliol de 2002. Tenia 26 episodis de la temporada 3 en set discos, amb una pista d'àudio Dolby Digital 5.1. Va ser llançat en Blu-ray d'alta definició als Estats Units el 30 d'abril de 2013.

## Recepció
El 2010, Zack Handlen de The A.V. Club va revisar l'episodi i li va donar una qualificació de B.
El 2012, Keith R.A. DeCandido de Tor.com va donar a l'episodi tres de deu, considerant-lo com un episodi bastant pobre de Star Trek: La nova generació que vol ser més divertit del que realment és. Va elogiar l'actuació de Patrick Stewart, però va trobar la història absurda.
El 2018, Tom's Guide va qualificar "Les vacances del capità" com un dels 15 millors episodis amb Picard.
Alexandra August de CBR va qualificar la relació entre Picard i Vash com la 12a millor romanç de Star Trek.
El 2020, Vulture el va recomanar com un dels millors episodis de Star Trek per veure juntament amb Star Trek: Picard, i va assenyalar: "No és realment un bon episodi, però és divertit."